# Llangadwaladr
Llangadwaladr es un pequeño pueblo en la isla de Anglesey en Gales. Se encuentra en unas 2 millas (3 km) al este de Aberffraw y 3 millas (5 km) al sur de Gwalchmai y forma parte de la comunidad Bodorgan.

## Residentes destacables
- Cadfan ap Iago (569-625), rey de Gwynedd
- Owen Lewis (1533-1595), obispo católico

## Galería fotográfica

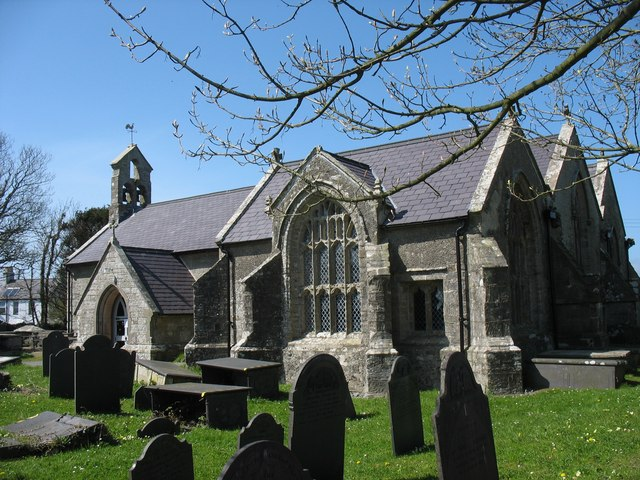
Iglesia parroquial